# Okänt Skepp
Okänt Skepp (szw. nieznany statek) – wrak statku z przełomu XV i XVI wieku, odnaleziony w Bałtyku, na głębokości rzędu 140 metrów, około 24 mil od wybrzeży Szwecji.
Wrak został zlokalizowany w 2009 w czasie przeszukiwania dna sonarem przez jednostki Szwedzkiej Administracji Morskiej, przy pracach przygotowawczych do ułożenia rurociągu Nordstream 2.  
W marcu 2019 międzynarodowa ekipa badawcza, kierowana przez Rodrigo Pacheco-Ruiza, zbadała wrak przy pomocy zdalnie kierowanych pojazdów podwodnych. Wyniki badań ogłoszono 21 lipca 2019. 
Statek prawdopodobnie zbudowano między 1490 a 1540 rokiem. Miał ok. 16 metrów długości. Wrak zachował się dobrym stanie, włącznie z masztami stojącymi na swoich miejscach i elementami takielunku, zniszczona jest tylko tylna nadbudówka. Zlokalizowano bukszpryt, kotwicę, pompę zęzową, kabestan i dwa folgierze w pozycji gotowej do strzału, co pozwala przypuszczać, że statek zatonął w czasie bitwy. Na pokładzie jednostki znajduje się mała łódź, będąca również cennym zabytkiem. Do zachowania wraku w dobrym stanie przyczyniły się warunki w Bałtyku na tej głębokości: niskie temperatury, brak światła i niska zawartość tlenu w wodzie. 
Chociaż podobny do statków Kolumba (Pinty i Niñy), statek uważany jest za jednostkę handlową ze Szwecji lub Danii.